# Sabana Grande (plaats in Puerto Rico)
Sabana Grande is een plaats (zona urbana) in het Amerikaanse unincorporated territory Puerto Rico, en valt bestuurlijk gezien onder gemeente Sabana Grande.

## Demografie
Bij de volkstelling in 2000 werd het aantal inwoners vastgesteld op 8784.

## Geografie
Volgens het United States Census Bureau beslaat de plaats een oppervlakte van 4,3 km², geheel bestaande uit land. Sabana Grande ligt op ongeveer 111 m boven zeeniveau.

## Plaatsen in de nabije omgeving
De onderstaande figuur toont nabijgelegen plaatsen in een straal van 68 km rond Sabana Grande.